# Karl Schreyer
Karl Schreyer (* 13. März 1891 in Eichenhofen; † 8. August 1956 in Tegernsee) war ein deutscher SA-Führer, zuletzt im Rang eines SA-Gruppenführers.

## Leben und Wirken
Nach dem Schulbesuch trat Schreyer 1912 in die Bayerische Armee ein. Als Angehöriger des 10. Bayerischen Infanterie-Regiments König lernte er Ernst Röhm kennen, der diesem zur selben Zeit als Offizier angehörte. Noch vor dem Ersten Weltkrieg zum Leutnant befördert kämpfte Schreyer im Krieg von 1914 bis 1918 an der Westfront. 1919 schied Schreyer im Rang eines Oberleutnants aus der Armee aus. 1921 wurde ihm nachträglich der Charakter eines Hauptmanns verliehen.
Von 1919 bis 1929 betrieb Schreyer eine Privatbank, die 1929 bankrottging. Anschließend wurde er wegen undurchsichtiger Finanzgebaren für drei Monate in Haft genommen.
Am 1. Februar 1931 trat Schreyer auf Bitten von Ernst Röhm, den er bereits aus einer Ingolstädter Armeezeit kannte, der selbst kurz zuvor den Posten des Stabschefs der Sturmabteilung (SA) übernommen hatte, als Geldverwalter in diese Organisation ein. 1931 wurde er Mitglied der NSDAP (Mitgliedsnummer 455.876). Vom 1. Juli bis zum 20. November 1932 fungierte er als Referent IVa (Verwaltung, Haushalt) im Quartiermeisterstab der Obersten SA-Führung. In diesem Amt war er für die Verwaltung der Finanzen der SA zuständig. Nach einer Reorganisation der SA-Führung bekleidete Schreyer vom 21. November 1932 bis zum 30. Juni 1934 das Amt des Chefs der Abteilung IVa (Verwaltung) bzw. des Chefs des Verwaltungsamtes im Stab der Obersten SA-Führung, in dem er dieselben Aufgaben wahrnahm. Während seiner Zeit in der Obersten SA-Führung rangierte er zunächst als SA-Standartenführer, bevor er am 15. November 1931 zum SA-Oberführer und schließlich am 1. März 1933, kurz nach dem Machtantritt der Nationalsozialisten im Frühjahr 1933, zum SA-Gruppenführer befördert wurde.
Am 30. Juni 1934 wurde Schreyer im Rahmen der Röhm-Affäre verhaftet. Schreyer entging seiner Erschießung in den Morgenstunden des 2. Juli in der Kadettenanstalt Lichterfelde, da zu diesem Zeitpunkt der Befehl einging, keine weiteren Erschießungen vorzunehmen. Er wurde jedoch im Juli 1934 offiziell aus der SA ausgeschlossen und noch längere Zeit im KZ Columbia in Berlin festgehalten. 1949 gab Schreyer Interviews zum Röhm-Putsch, obwohl er einige Details auch nur vom Hörensagen kannte. Zum Datum der Hinrichtung des Fritz Ritter von Kraußer konnte Schreyer als Zeuge wahrhaftig sein.

## Beförderungen
- 1931: SA-Standartenführer
- 15. November 1931: SA-Oberführer
- 1. März 1933: SA-Gruppenführer